# Estadio Metropolitano Roberto Meléndez
Estadio Metropolitano Roberto Meléndez – wielofunkcyjny stadion w Barranquilli, w Kolumbii. Stadion użytkuje lokalny klub piłkarski Atlético Junior. Może pomieścić 49 612 widzów, co czyni go największym w Kolumbii. Docelowo został zbudowany na Mistrzostwa Świata 1986, lecz Kolumbia nie została gospodarzem. Na inaugurację stadionu zmierzyły się zespoły reprezentacji Urugwaju i Atletico Junior, a zwyciężył Urugwaj 2:1. Pierwszą oficjalną nazwą stadionu było „Estadio Metropolitano”, ale zmieniono ją, by uhonorować Roberto Melendeza, legendę kolumbijskiej piłki.